# Ry (Dänemark)

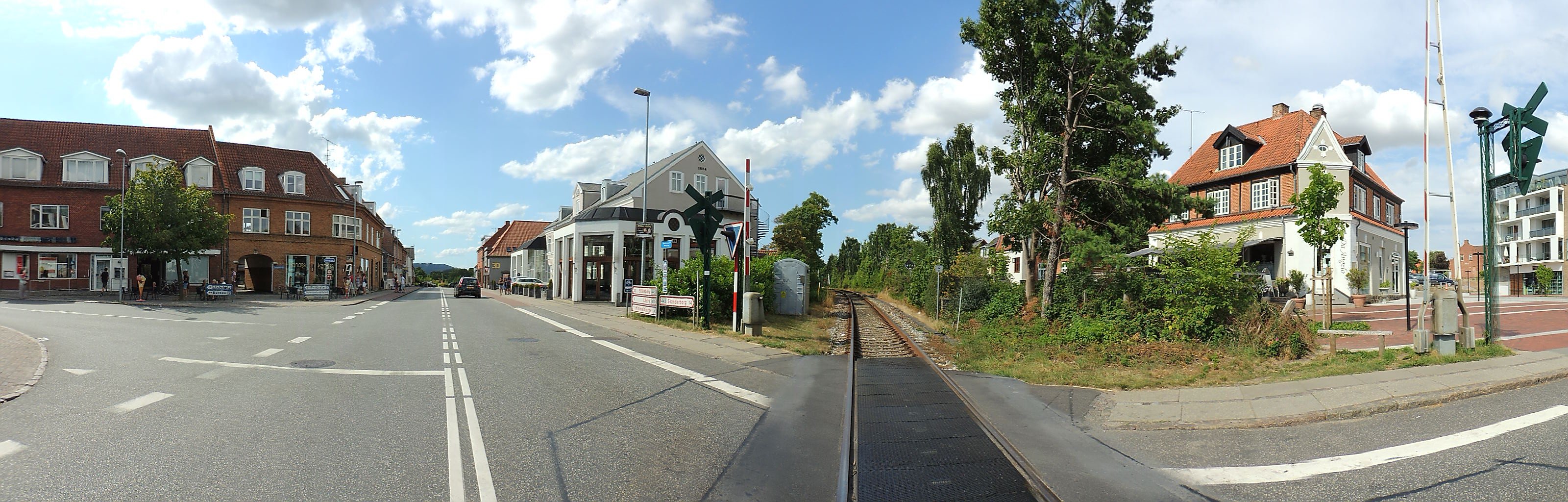
Panorama von Ry (2013)

Ry (früher: Rye) ist eine dänische Eisenbahnerstadt (dän.: stationsby), die in der Kommune Skanderborg liegt und zur Region Midtjylland gehört. Ry liegt zwischen den Seen Gudensø, Birksø, Vessø, Lillesø, Rye Mølle Sø und Knudsø, die zu der Seenplatte gehören, die Dänemarks längster Fluss, die Gudenå, hier bildet. Bis zur dänischen Verwaltungsreform zum 1. Januar 2007 war Ry Verwaltungssitz der Ry Kommune.

## Geschichte
Im Jahre 1870 wurde beim Bau der Bahnstrecke Skanderborg–Skjern (dänisch Skanderborg-Skjern-banen) ein Bahnhof an einer Straßenkreuzung in der Gemarkung Siim erbaut, um den herum sich Menschen ansiedelten. Aufgrund der Nähe des Ortes Rye (heute: Gammel Rye (dt.: Alt-Rye)) wurde die Siedlung um den Bahnhof Ry Stationsby genannt.
Während des Zweiten Weltkriegs übernahm die deutsche Wehrmacht den Flugplatz südlich des Salten Å und errichtete in diesem Zusammenhang Kasernen sowohl auf dem Flugplatz als auch direkt bei Gl. Rye. Nach dem Krieg wurde das Kasernengelände als Flüchtlingslager Rye Flyveplads für Flüchtlinge aus dem deutschen Osten genutzt – hier lebten bis zu 35.000 Flüchtlinge.

### Entwicklung der Einwohnerzahl
| Jahr | Einwohner | Jahr | Einwohner |
| ---- | --------- | ---- | --------- |
| 1880 | 66        | 1961 | 2.006     |
| 1890 | 228       | 1976 | 3.282     |
| 1901 | 596       | 1990 | 4.403     |
| 1915 | 843       | 2000 | 4.828     |
| 1930 | 1.293     | 2010 | 5.523     |
| 1950 | 1.567     | 2020 | 6.648     |

Bis 1965 lag die Steigerung der Einwohnerzahl unterhalb des Landesdurchschnitts, ab 1965 jedoch doppelt so hoch wie im Landesdurchschnitt. Durch die Ausweitung ist Ry mit dem älteren Dorf Siim zusammengewachsen, so dass dieses heute ein Ortsteil von Ry ist.

## Gegenwart
Ry weitet sich gegenwärtig stark nach Osten aus durch das Stadtteilprojekt Kildebjerg. Hier wird Beruf, Freizeit und Wohnen zu einer Einheit integriert, z. B. wurde eine 18-Loch-Golfanlage in der Mitte des Stadtteils gebaut.
Viele Musiker, Künstler und Medienleute wohnen in der Stadt Ry.